# Bomolocha leucosticta
Bomolocha leucosticta är en fjärilsart som beskrevs av George Thomas Bethune-Baker 1909. Bomolocha leucosticta ingår i släktet Bomolocha och familjen nattflyn. Inga underarter finns listade i Catalogue of Life.